# Đội tuyển bóng đá quốc gia Cộng hòa Ireland
Đội tuyển bóng đá quốc gia Ireland (tiếng Ireland: Foireann peile náisiúnta Phoblacht na hÉireann; tiếng Anh: Republic of Ireland national football team) là đội tuyển cấp quốc gia của Cộng hòa Ireland do Hiệp hội bóng đá Cộng hòa Ireland quản lý.
Thành tích tốt nhất của đội cho đến nay là lọt vào tứ kết World Cup 1990 và lọt vào vòng 2 của Euro 2016.

## Thành tích tại các giải đấu

### Giải vô địch thế giới
| Năm           | Vòng đấu                 | Thứ hạng                 | Trận                     | Thắng                    | Hoà*                     | Thua                     | Bàn thắng                | Bàn thua                 |
| ------------- | ------------------------ | ------------------------ | ------------------------ | ------------------------ | ------------------------ | ------------------------ | ------------------------ | ------------------------ |
| 1930          | Không tham dự            | Không tham dự            | Không tham dự            | Không tham dự            | Không tham dự            | Không tham dự            | Không tham dự            | Không tham dự            |
| 1934 đến 1986 | Không vượt qua vòng loại | Không vượt qua vòng loại | Không vượt qua vòng loại | Không vượt qua vòng loại | Không vượt qua vòng loại | Không vượt qua vòng loại | Không vượt qua vòng loại | Không vượt qua vòng loại |
| 1990          | Tứ kết                   | 7                        | 5                        | 0                        | 4                        | 1                        | 2                        | 3                        |
| 1994          | Vòng 2                   | 15                       | 4                        | 1                        | 1                        | 2                        | 2                        | 4                        |
| 1998          | Không vượt qua vòng loại | Không vượt qua vòng loại | Không vượt qua vòng loại | Không vượt qua vòng loại | Không vượt qua vòng loại | Không vượt qua vòng loại | Không vượt qua vòng loại | Không vượt qua vòng loại |
| 2002          | Vòng 2                   | 12                       | 4                        | 1                        | 3                        | 0                        | 6                        | 3                        |
| 2006 đến 2022 | Không vượt qua vòng loại | Không vượt qua vòng loại | Không vượt qua vòng loại | Không vượt qua vòng loại | Không vượt qua vòng loại | Không vượt qua vòng loại | Không vượt qua vòng loại | Không vượt qua vòng loại |
| 2026 đến 2034 | Chưa xác định            | Chưa xác định            | Chưa xác định            | Chưa xác định            | Chưa xác định            | Chưa xác định            | Chưa xác định            | Chưa xác định            |
| Tổng cộng     | 3/20                     | 1 lần tứ kết             | 13                       | 2                        | 8                        | 3                        | 10                       | 10                       |

### Giải vô địch châu Âu
Cộng hòa Ireland mới ba lần lọt vào một vòng chung kết Euro, trong đó thành tích tốt nhất là lọt vào vòng đấu loại trực tiếp của Euro 2016.
| Năm           | Kết quả                  | Số trận                  | Thắng                    | Hoà                      | Thua                     | Bàn thắng                | Bàn thua                 |
| ------------- | ------------------------ | ------------------------ | ------------------------ | ------------------------ | ------------------------ | ------------------------ | ------------------------ |
| 1960 đến 1984 | Không vượt qua vòng loại | Không vượt qua vòng loại | Không vượt qua vòng loại | Không vượt qua vòng loại | Không vượt qua vòng loại | Không vượt qua vòng loại | Không vượt qua vòng loại |
| 1988          | Vòng 1                   | 3                        | 1                        | 1                        | 1                        | 2                        | 2                        |
| 1992 đến 2008 | Không vượt qua vòng loại | Không vượt qua vòng loại | Không vượt qua vòng loại | Không vượt qua vòng loại | Không vượt qua vòng loại | Không vượt qua vòng loại | Không vượt qua vòng loại |
| 2012          | Vòng 1                   | 3                        | 0                        | 0                        | 3                        | 1                        | 9                        |
| 2016          | Vòng 2                   | 4                        | 1                        | 1                        | 2                        | 3                        | 6                        |
| 2020 đến 2024 | Không vượt qua vòng loại | Không vượt qua vòng loại | Không vượt qua vòng loại | Không vượt qua vòng loại | Không vượt qua vòng loại | Không vượt qua vòng loại | Không vượt qua vòng loại |
| 2028          | Đồng chủ nhà             | Đồng chủ nhà             | Đồng chủ nhà             | Đồng chủ nhà             | Đồng chủ nhà             | Đồng chủ nhà             | Đồng chủ nhà             |
| 2032          | Chưa xác định            | Chưa xác định            | Chưa xác định            | Chưa xác định            | Chưa xác định            | Chưa xác định            | Chưa xác định            |
| Tổng cộng     | 3/14 1 lần vòng 2        | 10                       | 2                        | 2                        | 6                        | 6                        | 17                       |

- Tính cả các trận hòa ở các trận đấu loại trực tiếp phải giải quyết bằng sút phạt đền luân lưu.

### UEFA Nations League
| Thành tích tại UEFA Nations League | Thành tích tại UEFA Nations League | Thành tích tại UEFA Nations League | Thành tích tại UEFA Nations League | Thành tích tại UEFA Nations League | Thành tích tại UEFA Nations League | Thành tích tại UEFA Nations League | Thành tích tại UEFA Nations League | Thành tích tại UEFA Nations League | Thành tích tại UEFA Nations League | Thành tích tại UEFA Nations League |
| Mùa giải                           | Hạng đấu                           | Bảng                               | Pos                                | Pld                                | W                                  | D                                  | L                                  | GF                                 | GA                                 |                                    |
| ---------------------------------- | ---------------------------------- | ---------------------------------- | ---------------------------------- | ---------------------------------- | ---------------------------------- | ---------------------------------- | ---------------------------------- | ---------------------------------- | ---------------------------------- | ---------------------------------- |
| 2018–19                            | B                                  | Vòng bảng                          | 3rd                                | 4                                  | 0                                  | 2                                  | 2                                  | 1                                  | 5                                  |                                    |
| 2020–21                            | B                                  | Vòng bảng                          | 3rd                                | 6                                  | 0                                  | 3                                  | 3                                  | 1                                  | 4                                  |                                    |
| 2022–23                            | B                                  | Vòng bảng                          | 3rd                                | 6                                  | 2                                  | 1                                  | 3                                  | 8                                  | 7                                  |                                    |
| Tổng cộng                          | Tổng cộng                          | Vòng bảng giải đấu B               | 3/3                                | 16                                 | 2                                  | 6                                  | 8                                  | 10                                 | 16                                 |                                    |

- Tính cả các trận hòa ở các trận đấu loại trực tiếp phải giải quyết bằng sút phạt đền luân lưu.

### Thế vận hội
- (Nội dung thi đấu dành cho cấp đội tuyển quốc gia cho đến kỳ Đại hội năm 1988)

| Năm           | Thứ hạng                 | Trận                     | Thắng                    | Hòa                      | Thua                     | Bàn thắng                | Bàn thua                 |
| ------------- | ------------------------ | ------------------------ | ------------------------ | ------------------------ | ------------------------ | ------------------------ | ------------------------ |
| 1924          | 5th                      | 2                        | 1                        | 0                        | 1                        | 2                        | 2                        |
| 1928 đến 1936 | Không tham dự            | Không tham dự            | Không tham dự            | Không tham dự            | Không tham dự            | Không tham dự            | Không tham dự            |
| 1948          | 17th                     | 1                        | 0                        | 0                        | 1                        | 1                        | 3                        |
| 1952 đến 1988 | Không vượt qua vòng loại | Không vượt qua vòng loại | Không vượt qua vòng loại | Không vượt qua vòng loại | Không vượt qua vòng loại | Không vượt qua vòng loại | Không vượt qua vòng loại |
| Tổng cộng     | Hạng 5                   | 2                        | 1                        | 0                        | 2                        | 3                        | 5                        |

## Cầu thủ

### Đội hình hiện tại
Đội hình dưới đây tham dự 2 trận giao hữu gặp Na Uy và Malta.

Số liệu thống kê tính đến ngày 20 tháng 11 năm 2022 sau trận gặp Malta.
| Số | VT | Cầu thủ                     | Ngày sinh (tuổi)  | Trận | Bàn | Câu lạc bộ              |
| -- | -- | --------------------------- | ----------------- | ---- | --- | ----------------------- |
| 1  | TM | Gavin Bazunu                | 20 tháng 2, 2002  | 13   | 0   | Southampton             |
| 16 | TM | Caoimhín Kelleher           | 28 tháng 11, 1998 | 9    | 0   | Liverpool               |
| 23 | TM | Mark Travers                | 18 tháng 5, 1999  | 3    | 0   | Bournemouth             |
|    |    |                             |                   |      |     |                         |
| 11 | HV | James McClean               | 22 tháng 4, 1989  | 96   | 11  | Wigan Athletic          |
| 2  | HV | Séamus Coleman (đội trưởng) | 11 tháng 10, 1988 | 67   | 1   | Everton                 |
| 10 | HV | Robbie Brady                | 14 tháng 1, 1992  | 60   | 9   | Preston North End       |
| 3  | HV | Matt Doherty                | 16 tháng 1, 1992  | 33   | 1   | Tottenham Hotspur       |
| 5  | HV | John Egan (đội phó)         | 20 tháng 10, 1992 | 30   | 3   | Sheffield United        |
| 4  | HV | Dara O'Shea                 | 4 tháng 3, 1999   | 16   | 0   | West Bromwich Albion    |
| 12 | HV | Nathan Collins              | 30 tháng 4, 2001  | 10   | 1   | Wolverhampton Wanderers |
| 22 | HV | Darragh Lenihan             | 16 tháng 3, 1994  | 3    | 0   | Middlesbrough           |
| 21 | HV | Liam Scales                 | 8 tháng 8, 1998   | 0    | 0   | Aberdeen                |
|    |    |                             |                   |      |     |                         |
| 13 | TV | Jeff Hendrick               | 31 tháng 1, 1992  | 77   | 2   | Reading                 |
| 8  | TV | Alan Browne                 | 15 tháng 4, 1995  | 27   | 5   | Preston North End       |
| 6  | TV | Josh Cullen                 | 7 tháng 4, 1996   | 23   | 0   | Burnley                 |
| 15 | TV | Jayson Molumby              | 6 tháng 8, 1999   | 17   | 0   | West Bromwich Albion    |
| 18 | TV | Jamie McGrath               | 26 tháng 9, 1996  | 7    | 0   | Dundee United           |
| 19 | TV | Mark Sykes                  | 4 tháng 8, 1997   | 1    | 0   | Bristol City            |
| 14 | TV | Will Smallbone              | 21 tháng 2, 2000  | 0    | 0   | Stoke City              |
|    |    |                             |                   |      |     |                         |
| 7  | TĐ | Callum Robinson             | 2 tháng 2, 1995   | 34   | 8   | Cardiff City            |
| 17 | TĐ | Callum O'Dowda              | 23 tháng 4, 1995  | 25   | 0   | Cardiff City            |
| 20 | TĐ | Chiedozie Ogbene            | 1 tháng 5, 1997   | 13   | 3   | Rotherham United        |
| 9  | TĐ | Michael Obafemi             | 6 tháng 7, 2000   | 7    | 2   | Swansea City            |
| 24 | TĐ | Evan Ferguson               | 19 tháng 10, 2004 | 2    | 0   | Brighton & Hove Albion  |

### Triệu tập gần đây
Dưới đây là tên các cầu thủ được triệu tập trong vòng 12 tháng.
| Vt | Cầu thủ            | Ngày sinh (tuổi)  | Số trận | Bt | Câu lạc bộ              | Lần cuối triệu tập                |
| -- | ------------------ | ----------------- | ------- | -- | ----------------------- | --------------------------------- |
| TM | Max O'Leary        | 10 tháng 10, 1996 | 0       | 0  | Bristol City            | v. Armenia, 27 September 2022     |
| TM | James Talbot       | 24 tháng 4, 1997  | 0       | 0  | Bohemians               | v. Scotland, 11 June 2022INJ      |
|    |                    |                   |         |    |                         |                                   |
| HV | Shane Duffy        | 1 tháng 1, 1992   | 55      | 7  | Fulham                  | v. Armenia, 27 September 2022     |
| HV | Andrew Omobamidele | 23 tháng 6, 2002  | 5       | 0  | Norwich City            | v. Scotland, 24 September 2022INJ |
| HV | Cyrus Christie     | 30 tháng 9, 1992  | 30      | 2  | Hull City               | v. Ukraina, 14 June 2022          |
| HV | Enda Stevens       | 9 tháng 7, 1990   | 25      | 0  | Sheffield United        | v. Ukraina, 14 June 2022          |
| HV | Ryan Manning       | 14 tháng 6, 1996  | 6       | 0  | Swansea City            | v. Ukraina, 14 June 2022          |
| HV | Jimmy Dunne        | 19 tháng 10, 1997 | 0       | 0  | Queens Park Rangers     | v. Ukraina, 14 June 2022          |
|    |                    |                   |         |    |                         |                                   |
| TV | Conor Hourihane    | 2 tháng 2, 1991   | 36      | 1  | Derby County            | v. Armenia, 27 September 2022     |
| TV | Jason Knight       | 13 tháng 2, 2001  | 17      | 1  | Derby County            | v. Armenia, 27 September 2022     |
| TV | Connor Ronan       | 6 tháng 3, 1998   | 0       | 0  | Wolverhampton Wanderers | v. Litva, 29 March 2022           |
|    |                    |                   |         |    |                         |                                   |
| TĐ | Scott Hogan        | 13 tháng 4, 1992  | 12      | 0  | Birmingham City         | v. Na Uy, 17 November 2022INJ     |
| TĐ | Will Keane         | 11 tháng 1, 1993  | 4       | 0  | Wigan Athletic          | v. Na Uy, 17 November 2022INJ     |
| TĐ | Troy Parrott       | 4 tháng 2, 2002   | 17      | 4  | Preston North End       | v. Armenia, 27 September 2022     |
| TĐ | CJ Hamilton        | 23 tháng 3, 1995  | 1       | 0  | Blackpool               | v. Ukraina, 14 June 2022          |
| TĐ | Festy Ebosele      | 2 tháng 8, 2002   | 0       | 0  | Udinese                 | v. Ukraina, 14 June 2022          |

Chú thích
- INJ Cầu thủ rút lui vì chấn thương.
- PRE Đội hình sơ bộ.
- RET Đã chia tay đội tuyển quốc gia.

### Cựu cầu thủ nổi tiếng
| - John Aldridge - Jim Beglin - Packie Bonner - Liam Brady - Shay Brennan - Johnny Carey - Noel Cantwell - Tony Cascarino - Paddy Coad - Kenny Cunningham - Gerry Daly - Jimmy Dunne - Tony Dunne - Eamon Dunphy - Tommy Eglington | - Peter Farrell - Bob Fullam - Johnny Giles - Don Givens - Ian Harte - Steve Heighway - Matt Holland - Ray Houghton - Charlie Hurley - Denis Irwin - Robbie Keane - Roy Keane - Gary Kelly - Mark Kinsella - Mark Lawrenson | - Bill Lacey - Con Martin - Mick McCarthy - Paul McGrath - Kevin Moran - Paddy Moore - David O'Leary - Niall Quinn - Michael Robinson - Kevin Sheedy - Frank Stapleton - Steve Staunton - Alex Stevenson - Andy Townsend - Ronnie Whelan |

## Kỷ lục

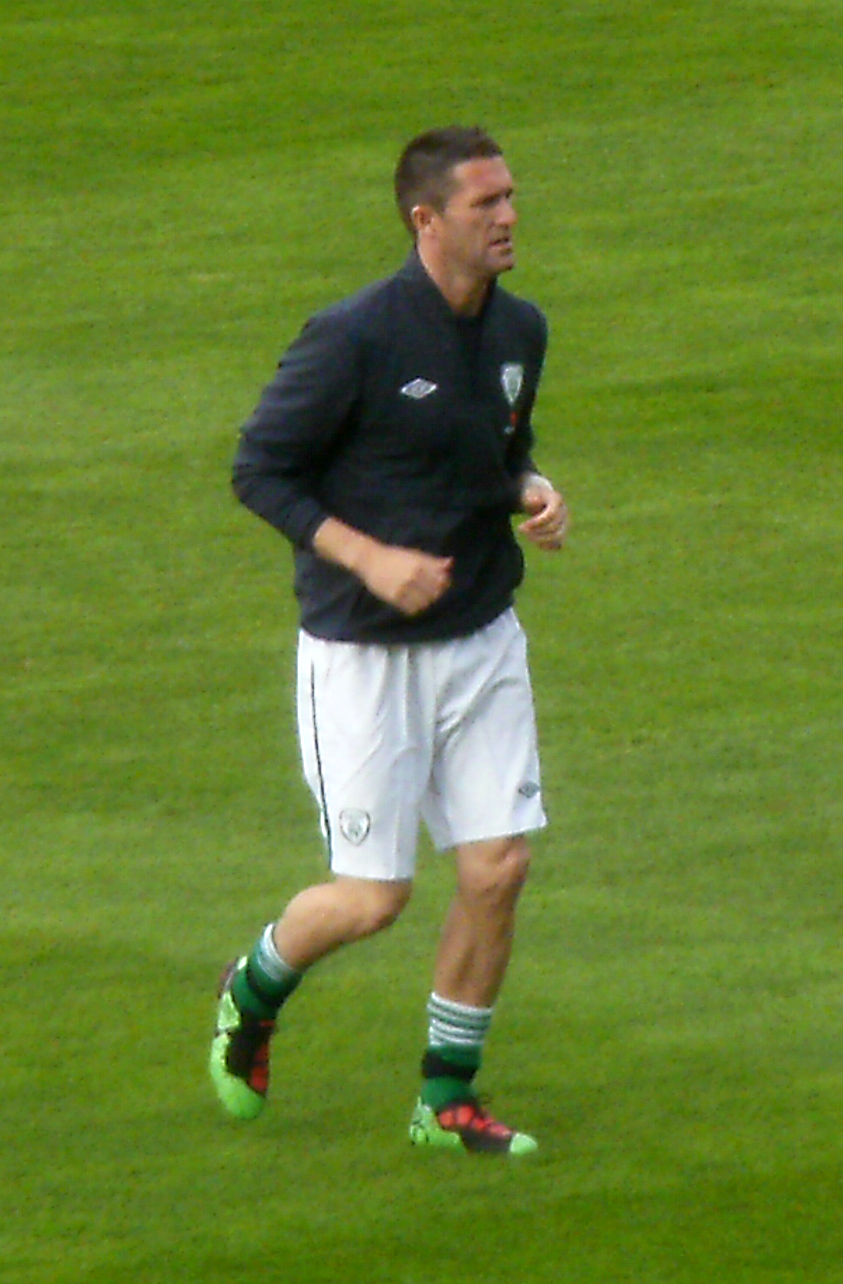
Robbie Keane, cầu thủ khoác áo đội tuyển quốc gia nhiều nhất và cũng là cầu thủ ghi nhiều bàn thắng nhất cho đội tuyển quốc gia với 146 lần ra sân và ghi được 68 bàn thắng

### Khoác áo đội tuyển quốc gia nhiều nhất
Tính đến  ngày 27 tháng 9 năm 2022
| #  | Cầu thủ        | Năm thi đấu | Số trận | Bàn thắng |
| -- | -------------- | ----------- | ------- | --------- |
| 1. | Robbie Keane   | 1998–2016   | 146     | 68        |
| 2. | Shay Given     | 1996–2016   | 134     | 0         |
| 3. | John O'Shea    | 2001–2018   | 119     | 3         |
| 4. | Kevin Kilbane  | 1997–2011   | 110     | 8         |
| 5. | Steve Staunton | 1988–2002   | 102     | 7         |
| 6. | Damien Duff    | 1998–2012   | 100     | 8         |
| 7. | James McClean  | 2012–       | 96      | 11        |
| 8. | Aiden McGeady  | 2004–2017   | 93      | 5         |
| 9. | Niall Quinn    | 1986–2002   | 91      | 21        |
| 9. | Glenn Whelan   | 2008–2019   | 91      | 2         |

### Ghi nhiều bàn thắng nhất
Tính đến  ngày 14 tháng 10 năm 2020
| #  | Cầu thủ          | Năm thi đấu | Bàn thắng | Số trận | Hiệu suất |
| -- | ---------------- | ----------- | --------- | ------- | --------- |
| 1. | Robbie Keane     | 1998–2016   | 68        | 146     | 0.47      |
| 2. | Niall Quinn      | 1986–2002   | 21        | 91      | 0.23      |
| 3. | Frank Stapleton  | 1977–1990   | 20        | 71      | 0.28      |
| 4. | Don Givens       | 1969–1981   | 19        | 56      | 0.34      |
| 4. | John Aldridge    | 1986–1997   | 19        | 69      | 0.28      |
| 4. | Tony Cascarino   | 1985–2000   | 19        | 88      | 0.22      |
| 7. | Shane Long       | 2007–       | 17        | 88      | 0,19      |
| 8. | Noel Cantwell    | 1953–1967   | 14        | 36      | 0.39      |
| 8. | Jonathan Walters | 2010–2018   | 14        | 54      | 0.26      |
| 8. | Kevin Doyle      | 2006–2017   | 14        | 63      | 0.22      |